# Selk (cráter)
Selk es un cráter en Titán, una luna de Saturno, ubicado a 7°N 199°O. Es un cráter de impacto geológicamente joven que mide aproximadamente 90 kilómetros de diámetro.
Existe evidencia de la presencia pasada de compuestos orgánicos y agua líquida en el cráter, que se estudiará en la misión Dragonfly. El lugar de aterrizaje inicial será en las dunas al sureste de Selk.
El cráter lleva el nombre de Serket, una diosa de la mitología egipcia, y fue aprobado formalmente por la UAI en 2008.